# Кондраченко, Евгений Николаевич
Евгений Николаевич Кондраченко (род. 26 февраля 1979, Гомель, БССР, СССР) — белорусский шашист, теоретик. Международный гроссмейстер (2013). Вице-чемпион мира по блицу (2011), серебряный призёр чемпионата Европы по русским шашкам (2016), бронзовый призёр чемпионата Европы по русским шашкам (2012), чемпион мира по блицу в составе команды Беларуси (2016). Чемпион Беларуси среди мужчин (2005, 2006).

## Биография
Предпочитает играть в русские шашки.
Начал заниматься шашками в январе 1988 г. под руководством мастера спорта В. Н. Хлебникова, затем тренировался у
международного мастера И. Э. Рыбакова и международного гроссмейстера по версии МАРШ А. А. Косенко (Киев).

## Спортивные достижения
- Многократный чемпион Гомеля и Гомельской области.
- Чемпион Брянской области (Россия) по блицу 2012 г.
- 29-кратный победитель белорусских фестивалей в 2003—2016 гг. (Поставы, Слоним, Дрогичин, Минск, Гомель, Борисов).
- Чемпион Беларуси среди юниоров 1998 г.
- Победитель чемпионата Беларуси среди мужчин (1-я лига) 2004, 2016 гг.
- Чемпион Беларуси среди мужчин (высшая лига) 2005, 2006 гг.
- Победитель международного турнира — мемориала Н. Л. Грингруза 2013 г. (Бендеры).
- Победитель международного турнира — 7-го «Кубка информационных технологий» (блиц-программа) 2015 г. (Казань).
- Бронзовый призёр чемпионата Европы среди мужчин 2012 г. (Суздаль)
- Вице-чемпион мира среди мужчин по блицу 2011 г. (Санкт-Петербург)
- Чемпион мира по блицу в составе команды 2016 г. (Кранево, Болгария)
- Серебряный призёр чемпионата Европы среди мужчин 2016 г. (Тбилиси)